# Polystichum elevatovenusum
Polystichum elevatovenusum là một loài thực vật có mạch trong họ Dryopteridaceae. Loài này được Ching ex W.M. Chu & Z.R. He mô tả khoa học đầu tiên năm 2001.